# Les Bisounours au royaume des Rigolos
 (août 2024).
Si vous disposez d'ouvrages ou d'articles de référence ou si vous connaissez des sites web de qualité traitant du thème abordé ici, merci de compléter l'article en donnant les références utiles à sa vérifiabilité et en les liant à la section « Notes et références ».
Série Les Bisounours
Les Calinours au pays des merveilles
(1987) À vos souhaits les Calinours!
(2005)
Pour plus de détails, voir Fiche technique et Distribution.
Les Bisounours au royaume des Rigolos (au Québec: Les Calinours au royaume des Rigolos) est un dessin animé, produit par le studio d'animation Nelvana, distribué par Lions Gate et édité par Universal Pictures. Il est sorti sur DVD le 5 octobre 2004.

## Synopsis
À la suite d'une dispute, GrosJojo part de Bisouland et atterrit au royaume des rigolos où il fait la connaissance de Lili et de Monsieur de la Rongerie. Il apprend par ailleurs qu'il est le roi héritier du royaume des rigolos. A Bisouland, ses amis bisounours s'inquiètent de sa disparition, Gros Taquin, Grognon, Gros Cadeaux, Gros Farceur, et Gros Bisous partent à sa recherche.

## Commentaire
C'est le premier long-métrage en images de synthèse à représenter les Bisounours. Cependant, on ne voit pas leurs Cousins pendant cet épisode.

## Fiche technique
- Titre : Les Bisounours au royaume des Rigolos
- Titre original : Care Bears: Journey to Joke-a-lot
- Réalisation : Mike Fallows
- Scénario : Jeff Schechter (en)
- Production : Cynthia Taylor
- Société de Production : Nelvana
- Distribution :
  -  Australie : Universal Pictures
  -  États-Unis,  Canada : Lionsgate
- Musique : Jane Siberry et Ian Thomas
- Pays :  Canada
- Format : couleurs, numérique - 1,78:1 - son Dolby Digital
- Genre : animation / fantasie / comédie / musicale
- Durée : 80 minutes
- Dates de sortie: 
  -  Canada : 8 septembre 2004 (Festival international du film de Toronto)
  -  États-Unis : 5 octobre 2004 (vidéo/DVD)
  -  France : 4 octobre 2005 (vidéo/DVD), 22 août 2006 (Piwi)
- Tout public

## Distribution
- Julie Lemieux : Grosjojo (jaune citron)
- Linda Ballantyne : Groschampion (azur)
- Susan Roman : Grosveinard (vert)
- Rob Tinkler - Grognon (indigo)
- Scott McCord - Grosdodo (cyan)
- Andrew Sabiston - Grosbisou (bronze)
- Angela Maiorano - Groschéri (rose)
- Athena Karkanis - Grosfasol (violet)
- Katie Griffin : Grosrigole (orange)
- Catherine Disher - Groscopain (ambre)
- Stephanie Beard : Grostaquin (turquoise)
- Sunday Muse : Grosfarceur (magenta)
- Louise Vallance : Groscadeau (lilas)
- Richard Binsley : « Twinkers » (jaune)
- Allie Cannito : Gig (rose)
- Adrian Tuss : Sir Funnybone (brun)